# Monastyczne rodziny w buddyzmie chińskim
Monastyczne rodziny w buddyzmie chińskim – system „fikcyjnych” rodzin monastycznych wzorowany na tradycyjnym systemie pokrewieństwa w rodzinach chińskich, który powstał, rozwinął się i ustalił w chińskim buddyzmie w okresie dynastii Song.

## Rodziny buddyjskie
Buddyzm chiński przejął modele organizacyjne i określenia wzajemnych powiazań z systemu pokrewieństwa w rodzinach chińskich. Ustanowił więc rodzaj fikcyjnego lub rzekomego pokrewieństwa. Buddyjskie klasztory stworzyły swoje własne rodziny buddyjskie i rodzinne linie pokrewieństwa używając takich terminów jak (chiń.) „xiongdi” (brat, praktykujący towarzysz), „shu” (stryj, wuj w linii ojca, towarzysz praktyki mistrza), czy też „zu” (dziadek w linii ojca, mistrz mistrza). Ta zasada organizacyjna został rozpoznana i potwierdzona w okresie Song, co znalazło nawet odzwierciedlenie w takich tekstach jak Tiaofa shilei, w których regulaminy dla mnichów i klasztorów zostały umieszczone w kategorii „Gospodarstwo domowe i małżeństwo”.
W pewnym sensie wszyscy mnisi byli członkami jednej dużej fikcyjnej rodziny – rodziny Buddy. Już w IV wieku mnich Dao’an (312-385) zasugerował, żeby wszyscy mnisi przyjęli imię od swojego najważniejszego mistrza, samego Buddy Siakjamuniego. Od tego czasu wszyscy mnisi i mniszki zaczęli być znani pod imieniem „Shi”, co było skróconą transliteracją nazwy klanu Buddy – „Siakja”. Ponieważ tylko zaordynowany mnich mógł zaordynować innych, a Budda był pierwszym, który ordynował, wszyscy zaordynowani mnisi mogli w teorii prześledzić swoją linię ordynacyjną do samego Buddy.
W monastycznym buddyzmie okresu Song wytworzyły się dwa wyróżniające się typy grup fikcyjnego pokrewieństwa. Pierwsza grupa to klasa klasztorów dziedzicznych, a druga – klasztorów publicznych. Bardziej znana jest buddyjska grupa rodzinna związana z publicznymi klasztorami, którą można nazwać „rodziną przekazu”. Rodziny przekazu ustalały się wtedy, gdy uczniowie, o których myślano, iż opanowali czy też osiągnęli szczególną doktrynalną i ideologiczną treść, otrzymali specjalne potwierdzenie swojego osiągnięcia od swoich nauczycieli i tym samym stali się członkami ekskluzywnej linii rodziny przekazu. Ten rodzaj fikcyjnej rodziny przekazu był szczególnie związany z tradycją chan, a później sŏn i zen. W tej tradycji była ona ukryta w języku mistycznego spotkania umysłów. Jednak nie powstała ona w szkole chan i była także ważna w innych tradycjach buddyjskich okresu Song. Rodziny przekazu tworzyły monastyczną elitę i zaledwie niewielki procent mnichów i mniszek należał do tej elity.
Chociaż rzadziej zauważane przez badaczy, a dużo bardziej ważne – chociażby dlatego, że wszyscy mnisi należeli i wciąż należą do nich – były „rodziny tonsurowe” klasztorów dziedzicznych, w których każdy zaordynowany mnich wkraczał do nich przez mistrza sponsorującego tonsurę. Wszyscy regularni mnisi i wszystkie regularne mniszki w okresie Song i później byli/były członkami/członkiniami rodzin tonsurowych i dla ogromnej większości ich miejsce w rodzinie tonsurowej dawało im tożsamość i określało podstawę ich monastycznej kariery. Nie można zrozumieć funkcji rodzin linii przekazu bez umieszczenia ich w kontekście systemu rodzin tonsurowych.
Dla rodzin przekazu w szkole chan okresu Song paradygmat rodziny nie był dziwną metaforą: „uczucia rodzinne” były w samym centrum tożsamości szkoły chan. I tak jak w każdej rodzinie chińskiej, głównym zainteresowaniem cieszyły się „prokreacja” i „potomstwo” – czyli zapewnienie spadkobierców Dharmy oraz kontynuacja rodziny przekazu.

## Rodzina tonsurowa
Rodziny tonsurowe były zasadnicze dla chińskiego buddyzmu monastycznego od okresu Song. W okresie Tang (i wcześniej) wydaje się, że najważniejszą relacją monastyczną był związek pomiędzy mistrzem a jego uczniem tonsurowym bez jakiegokolwiek odnoszenia się do szerszej „rodziny tonsurowej”. Jednak na początku okresu Song zaszły dwa blisko związane wydarzenia. Pierwszym było ukształtowanie się jasnej koncepcji rodziny tonsurowej i nowicjusze wkraczali od tej pory w sieć powinności i praw, które zawierały nie tylko ich mistrzów, ale również całe tonsurowe rodziny mistrzów. Powszechne stało się w klasztorach dziedzicznych, że stały się one wyłącznie kojarzone ze szczególną rodziną tonsurową, która właściwie była ich właścicielem. Drugim – że zarówno dziedziczne, jak i publiczne klasztory były teraz zarządzane przez jednego opata wspieranego przez różnych mnisich urzędników. System jednego opata prowadzącego klasztor ukształtował się najpierw w szkole chan.
Członkowie rodziny tonsurowej byli bardzo blisko związani z klasztorem, w którym rezydowali. Zasadniczo ta rodzina dysponowała prawem własności do ich klasztoru, a jej członkowie mogli żyć w tym klasztorze do samej śmierci, podczas gdy mnisi z innych klasztorów mogli przebywać w takim klasztorze tylko jako goście. Tylko członkowie rodziny tonsurowej klasztoru dziedzicznego mogli objąć stanowisko opata czy innego monastycznego urzędu w klasztorze. Tak więc rodzina tonsurowa tworzyła zamknięty system w jej klasztorze, pozostawiając niewiele możliwości dla przybyszów z zewnątrz.
Odczucie rodzinności w grupach tonsurowych było bardzo mocne. W komunikacji między mnichami używano takich określeń jak „syn” i „brat”. Rodziny tonsurowe w okresie Song troszczyły się o prawa własności i zamieszkania, a szczególnie o sukcesję na stanowisku opata. Z tych powodów, wszelkie relacje w rodzinie tonsurowej były skupione na obecnym, żyjącym pokoleniu, a pokoleniom minionym okazywano niewiele zainteresowania, może z wyjątkiem założyciela klasztoru.
Gdy mnich ogolił głowę świeckiemu człowiekowi, to stawał się on nowicjuszem („shami”), spadkobiercą świątyni mnicha i adoptowanym synem tego mnicha, co określano zwrotem „uczeń tonsurowy” („titou dizi”). Dwóch uczniów tonsurowych z tego samego pokolenia w tej samej rodzinie było uważanych za „braci” lub „kuzynów” („shi xiongdi”). Byli zobowiązani do okazywania czci swoim „przodkom”, czyli mistrzom.
Dla publicznego klasztoru rodzaj nepotyzmu prezentowanego przez rodzinę tonsurową był dość niebezpieczny, gdyż mógł zanieczyścić publiczny charakter klasztoru. Klasztory dziedziczne były przekazywane z pokolenia na pokolenie spadkobiercom w rodzinie tonsurowej. Każdy publiczny klasztor, który pozwolił na zbytni rozkwit relacji tonsurowych, mógł stać się klasztorem dziedziczonym przez następne pokolenia mnichów z rodziny tonsurowej, czyli praktycznie stawał się klasztorem dziedzicznym. Dlatego też klasztory publiczne broniły się przed tym takimi regułami jak niegolenie głów nowicjuszom, nietrenowanie nowicjuszy i nawet niepozwalanie im na spędzenie nocy w klasztorze.
Opaci i inni członkowie rodzin tonsurowych w klasztorach dziedzicznych bez wątpienia należeli do lokalnej elity, a kilku mogło być znanymi w regionie czy też nawet w całym państwie. Jednak najbardziej znani mistrzowie buddyjscy okresu Song, byli praktycznie wszyscy członkami rodzin przekazu. Tak jak inni mnisi, ci słynni mistrzowie byli także członkami rodzin tonsurowych i jest wiele dowodów na to, że utrzymywali kontakty ze swoją rodziną tonsurową, nawet jeśli prowadzili klasztor publiczny.

## Rodziny przekazu w chanie
W buddyzmie chan najważniejszym momentem relacji mistrz-uczeń był przekaz Dharmy, z czym związane były linie przekazu Dharmy. Jednak pierwsze próby stworzenia linii przekazu wiążą się ze szkołą Tiantai w VII wieku. Mistrz tej tradycji Guanding próbował jako pierwszy stworzyć taką linię przekazu, zapewne aby wypromować siebie jako bardziej uprawnionego spadkobiercy Zhiyi, gdyż jego trzej uczniowie tonsurowi otrzymali klasztory założone przez mistrza, a sam Guanding nie był jego uczniem tonsurowym i został pominięty. W szkole chan Piąty Patriarcha Hongren był tonsurowym uczniem Czwartego Patriarchy – Daoxina. Wśród uczniów Hongrena, którzy nie byli jego uczniami tonsurowymi, rozgorzała dysputa, kto naprawdę był prawdziwym spadkobiercą mistrza.
Nie jest znany ani jeden tonsurowy uczeń mistrza chan okresu Song, który stałby się spadkobiercą jego Dharmy. Nawet po kilku dekadach okresu Song istniały pewne niejasności pomiędzy liniami przekazu i rodzinami tonsurowymi. Jednak niektórzy uczniowie tonsurowi mistrza chan czasami byli bardzo blisko związani z nim w sposób, który zbliżony był do jego spadkobierców Dharmy. Zasadniczo, niemal w każdym przypadku, ci którzy zostali członkami rodziny tonsurowej znanego mistrza chan, aspirowali do członkostwa w rozległej rodzinie przekazu mistrza. Jest na to wiele przykładów w historii chan. Np. autor Chanyuan qinggui Changlu Zongze był uczniem tonsurowym mistrza szkoły yunmen Fayuna Faxiu (1027-1090), ale został spadkobiercą Dharmy mistrza Changlu Yingfu, brata dharmicznego mistrza Faxiu. Z kolei Huizhao Qingyu (1078-1140) był uczniem tonsurowym mistrza Furonga Daokaia ze szkoły caodong, ale przyjął przekaz Dharmy mistrza Danxia Zichuna (1064-1117), który był uczniem Daokaia.
W IX wieku jako ortodoksję przyjęto stanowisko, że Huineng był Szóstym Patriarchą i po nim linia przekazu w chanie się rozgałęziła. Zatem stało się ogólnie akceptowane to, że mistrz może mieć kilku równych spadkobierców Dharmy, którzy mogą mieć także po kilku swoich spadkobierców. Po przyjęciu tych zmian, zaczęły się kształtować rodziny przekazu i rodzinne określenia zostały zaadaptowane, aby opisać relacje wewnątrz takiej rodziny. Jednak przeciwnie do rodzin tonsurowych, w rodzinach przekazu głównym zainteresowaniem cieszyła się linia przekazu, która łączyła członka rodziny poprzez jego mistrza z historycznym Buddą. Odczucie wyższości chanu nad pozostałymi tradycjami buddyjskimi oparte było głównie na jego linii przekazu, chociaż chan twierdził, że to poczucie wyższości wyrastało z jego nauk wskazujących bezpośrednio na naturę Buddy, którą posiadają wszyscy ludzie. Szkoła chan podkreślała, że była jedyną tradycją posiadającą nieprzerwaną linię przekazu zaczynającą się od samego Buddy Siakjamuniego. Za każdym razem, gdy mistrz przekazywał Dharmę uczniowi, odbywało się przypomnienie przekazu Buddy dla pierwszego patriarchy Mahakaśjapy. Tak więc każdy, kto otrzymywał przekaz Dharmy chanu był odpowiednikiem samego Buddy. Dlatego właśnie otrzymujący przekaz Dharmy chanu widzieli siebie jako prawdziwą rodzinę Buddy. Tylko ktoś, kto otrzymał przekaz Dharmy i był z tego tytułu członkiem rodziny przekazu chan, mógł być określany jako należący do szkoły chan.
Rodziny przekazu powstały w szkole chan i pojęcie przekazu Dharmy miała szczególne skojarzenia z tą szkołą, nawet wtedy, gdy inne tradycje buddyzmu w Chinach przyjęły podobne systemy. W okresie Song zrewitalizowała się szkoła tiantai ze swoimi własnymi rodzinami linii przekazu. Nieco później to samo stało się w szkole huayan i nawet w szkole winai. Chociaż tylko chan rościł sobie prawo do nieprzerwanej linii bezpośredniego przekazu łączącej chan z Buddą i chociaż linie przekazu chan zdominowały ten okres, to linie przekazu innych szkół osiągnęły zauważalny prestiż wśród elity okresu Song i nawet w jakimś stopniu rywalizowały z chanem.
Członkowie linii przekazu stali się w okresie Song monastyczną elitą, ekskluzywną i prestiżową grupą obdarzoną potężną charyzmą i nieporównywalnym religijnym autorytetem. Rodzina przekazu stała się czymś zupełnie różnym od rodziny tonsurowej i także była kojarzona z innym typem klasztoru – klasztorem publicznym. Klasztor publiczny w okresie Song stał się legalną kategorią i był główną innowacją tego okresu. Większość, a być może nawet wszystkie, klasztory publiczne były oficjalnie powiązane z konkretną szkołą buddyjską, a zatem opatami zostawali członkowie rodzin przekazu należących do odpowiedniej szkoły. Publiczne klasztory były szczególnie związane ze szkołą chan, inne powiązane były z tradycją tiantai.
- Zobacz: Przekaz Dharmy
- Zobacz: Patriarchat zen